# 460
Évszázadok: 4. század – 5. század – 6. század
Évtizedek: 410-es évek – 420-as évek – 430-as évek – 440-es évek – 450-es évek – 460-as évek – 470-es évek – 480-as évek – 490-es évek – 500-as évek – 510-es évek
Évek: 455 – 456 – 457 – 458 –  459 – 460 – 461 – 462 – 463 – 464 – 465

## Események

### Nyugat- és Keletrómai Birodalom
- Flavius Magnust és Flavius Apolloniust választják consulnak.
- Maiorianus nyugatrómai császár Liguriában barbár zsoldosokkal megerősített sereget gyűjt és a vizigót fővárost, Tolosát érintve benyomul Hispániába, hogy visszafoglalja azt a szvébektől. Hadvezérei, Nepotianus és Suineric a galíciai Lucus Augustinál (ma Lugo) legyőzik a barbárokat, míg a császár délre vonul és elfoglalja Caesaraugustát (Zaragoza), majd Carthaginiensis provinciát.
- Geiseric vandál király attól tartva, hogy a szvébek után őt támadja meg, békeszerződést ajánl Maiorianusnak, aki ezt elutasítja. A vandálok ezért elpusztítják a saját ellenőrzésük alatt álló Mauretaniát, hogy a rómaiak ne találhassanak utánpótlást, valamint Geiseric lefizet néhány árulót, hogy semmisítsék meg a római flottát. A hajóhad nélkül maradt Maiorianus békét köt a vandálokkal és visszaindul Itáliába.
- I. Leo keletrómai császár a kis-ázsiai Isauria hegyi törzseinek tagjaiból 300 fős új császári testőrséget szervez, az excubitorokat.
- Leo császár száműzi a koptok által támogatott II. Timóteus alexandriai pátriárkát és III. Timóteust neveti ki a helyébe, akit a kopt egyház nem ismer el.

## Halálozások
- Aelia Eudocia, II. Theodosius keletrómai császár felesége

## Fordítás
- Ez a szócikk részben vagy egészben  a(z)   460 című angol Wikipédia-szócikk ezen változatának fordításán alapul.  Az eredeti cikk szerkesztőit annak laptörténete sorolja fel. Ez a jelzés csupán a megfogalmazás eredetét és a szerzői jogokat jelzi, nem szolgál a cikkben szereplő információk forrásmegjelöléseként.